# Daniel Irézabal Goti
Daniel Irezábal Goti (Bilbao, c. 1881 -Derio, 18 de desembre de 1937) va ser un militar basc.

## Biografia
El juliol del 1936, a l'esclat de la Guerra civil, era cap de la caixa de recluta de Bilbao. Es va mantenir fidel a la República, i va manar diverses unitats. Durant l'ofensiva de Villarreal va manar una de les columnes republicanes que van atacar la població, a la fi de 1936. Durant la campanya de Biscaia va manar la 4a Divisió del Cos d'exèrcit basc. Ascendit al rang de coronel va ser Inspector d'Ensenyament Militar en l'Exèrcit del Nord.
Capturat pels franquistes, va ser empresonat. Seria afusellat a Bilbao el 18 de desembre de 1937.